# Commonwealth
La Commonwealth of Nations (denominació anglesa equivalent a "Mancomunitat de Nacions"), més coneguda simplement com a Commonwealth o The Commonwealth i, abans, com a British Commonwealth of Nations, és una organització composta per l'associació de 53 estats independents que, excepte Moçambic i Ruanda, comparteixen lligams històrics amb el Regne Unit. El seu objectiu principal és la cooperació internacional en l'àmbit polític i econòmic i, des del 1950, ser-ne membre no implica cap mena de submissió envers la corona britànica (com si passa amb el Reialme de la Commonwealth). Amb l'entrada de Moçambic a l'organització s'ha afavorit el terme Commonwealth of Nations per subratllar-ne el caràcter internacionalista, tot i que la fórmula British Commonwealth ("Mancomunitat Britànica") es continua utilitzant per diferenciar-la d'altres organitzacions internacionals.
El càrrec de Cap de la Commonwealth és vacant des de la mort de la reina Elisabet II del Regne Unit. L'actual rei Carles III del Regne Unit és el cap d'estat dels 15 Reialmes de la Commonwealth, mentre que 36 estats membres són repúbliques i 5 tenen altres monarques.

## Història

### Antecedents
L'organització té els seus orígens en les Conferències Imperials creades el 1911 per substituir les antigues Conferències Colonials iniciades el 1887. En aquesta Conferència l'Imperi Britànic va reconèixer certs drets d'autonomia a les seves colònies. El terme "Commonwealth of Nations" hauria estat utilitzat per primer cop per Archibald Primrose, cinquè comte de Rosebery, que va ser Primer Ministre entre el 1894 i el 1895 durant una visita a Austràlia.
El 1917 Jan Christian Smuts va presentar una proposta on va encunyar el terme de  British Commonwealth of Nations i va preveure les futures relacions constitucionals i els reajustaments de l'Imperi. Smuts va argumentar amb èxit que l'Imperi hauria d'estar representat a la important Conferència de Pau de París del 1919 tant per delegats dels dominis com de la Gran Bretanya.
|                                                  |               |
| Llista d'estats membres organitzat per continent | Data d'ingrés |
| Àfrica                                           |               |
| Botswana                                         | 1966          |
| Camerun                                          | 1995          |
| Gàmbia                                           | 2018          |
| Ghana                                            | 1957          |
| Kenya                                            | 1963          |
| Lesotho                                          | 1966          |
| Malawi                                           | 1964          |
| Maurici                                          | 1968          |
| Moçambic                                         | 1995          |
| Namíbia                                          | 1990          |
| Nigèria                                          | 1960          |
| Ruanda                                           | 2009          |
| Seychelles                                       | 1976          |
| Sierra Leone                                     | 1961          |
| Sud-àfrica                                       | 1931          |
| Swazilàndia                                      | 1968          |
| Tanzània                                         | 1961          |
| Uganda                                           | 1962          |
| Zàmbia                                           | 1964          |
| Amèrica                                          |               |
| Antigua i Barbuda                                | 1981          |
| Bahames                                          | 1973          |
| Barbados                                         | 1966          |
| Belize                                           | 1981          |
| Canadà                                           | 1931          |
| Dominica                                         | 1978          |
| Grenada                                          | 1974          |
| Guyana                                           | 1966          |
| Jamaica                                          | 1962          |
| Saint Kitts i Nevis                              | 1983          |
| Saint Lucia                                      | 1979          |
| Saint Vincent i les Grenadines                   | 1979          |
| Trinitat i Tobago                                | 1962          |
| Àsia                                             |               |
| Bangladesh                                       | 1972          |
| Brunei                                           | 1984          |
| Índia                                            | 1947          |
| Malàisia                                         | 1957          |
| Maldives                                         | 1982          |
| Pakistan                                         | 1947          |
| Singapur                                         | 1965          |
| Sri Lanka                                        | 1948          |
| Europa                                           |               |
| Malta                                            | 1964          |
| Regne Unit                                       | 1931          |
| Xipre                                            | 1961          |
| Oceania                                          |               |
| Austràlia                                        | 1931          |
| Fiji                                             | 1997          |
| Kiribati                                         | 1979          |
| Salomó                                           | 1978          |
| Nauru                                            | 1999          |
| Nova Zelanda                                     | 1931          |
| Papua Nova Guinea                                | 1975          |
| Samoa                                            | 1970          |
| Tonga                                            | 1970          |
| Tuvalu                                           | 1978          |
| Vanuatu                                          | 1980          |

A la Declaració Balfour de 1926 de la Conferència Imperial, la Gran Bretanya i els seus dominis van acordar que eren "en igualtat de condicions, sense camp mena de subordinació en qualsevol aspecte dels seus afers interns o externs, però units per la lleialtat comú a la Corona i lliurement associats com a membres de la Mancomunitat Britànica de Nacions". Aquests aspectes de la relació entre Gran Bretanya i les seves colònies i ex-colònies es van formalitzar finalment a l'Estatut de Westminster del 1931 que creava la Commonwealth. Austràlia, Nova Zelanda i Terranova van haver de ratificar l'estatut per tal que entrés en vigor. Austràlia ho va fer el 1942 i Nova Zelanda el 1947, però Terranova no ho va fer mai i el 1949 va esdevenir una província del Canadà.

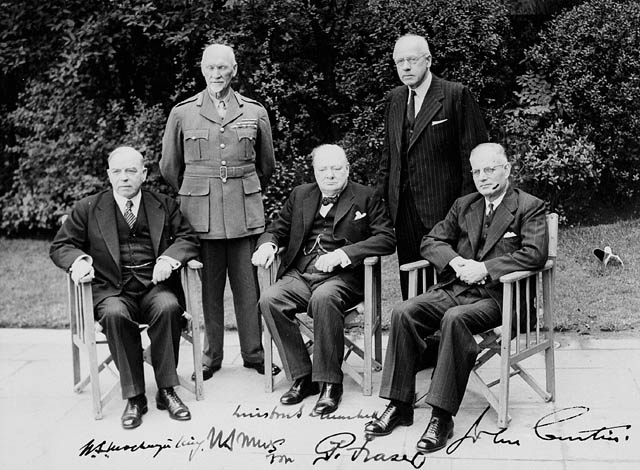
Ministres dels 5 primers estats membres a l'any 1944

### Les colònies accedeixen a la independència
Després de la Segona Guerra Mundial, l'Imperi Britànic va ser progressivament desmantellat quedant només 14 Territoris Britànics d'Ultramar, encara avui dia en poder del Regne Unit. L'abril de 1949, a la Declaració de Londres, la paraula "britànica" va desaparèixer del nom de l'organització que va passar de dir-se 'British Commonwealth' a 'Commonwealth of Nations' per tal de reflectir la nova situació. Birmània (ara anomenada Myanmar, independent el 1948), i Aden (Integrat el 1967 al Iemen del Sud) són els únics estats que van ser colònies britàniques durant la guerra que no s'han unit a la Commonwealth després de la seva independència. Entre els antics protectorats britànics i mandats que mai van arribar a ser membres de la Commonwealth hi ha Egipte (independent el 1922), Iraq (1932), Transjordània (1946), el Mandat Britànic de Palestina (part del qual es va convertir en l'estat d'Israel el 1948), Sudan (1956), Somàlia Britànica (que va passar a formar part de Somàlia el 1960, encara que el 1991 es va declarar independent com a Somalilàndia i va sol·licitar ser a la Commonwealth com a observador), Kuwait (1961), Bahrain (1971), Oman (1971), Qatar (1971), i els Emirats Àrabs Units (1971).

### Membres amb un Cap d'Estat diferent del monarca britànic
El cas dels països amb constitucions que no preveien la compartició del monarca britànic com a Cap d'Estat però que volien continuar essent membres de la Commonwealth va aparèixer el 1948 quan el Parlament d'Irlanda va adoptar una llei que atribuïa tots els poders de cap d'Estat al President irlandès en detriment de la Corona Britànica i, per tant, deixava de ser membre de la Commonwealth atès que compartir el monarca britànic com a cap d'estat era una condició per ser-ne membre. El Parlament del Regne Unit va aprovar el 1949 una llei, la Ireland Act, que oferia els ciutadans de la República d'Irlanda un estatus similar al dels ciutadans de la Commonwealth.
El problema va ser tractat l'abril del 1949 a una reunió de primers ministres de la Commonwealth a Londres. En virtut d'aquesta reunió es va proclamar la Declaració de Londres del 28 d'abril, on es va convenir que quan l'Índia es convertís en una república, el gener de l'any següent (1950), acceptaria el monarca britànic com un "símbol de la lliure associació de les nacions independents membres i, com a tal, Cap de la Commonwealth". Els altres països de la Commonwealth, al seu torn, reconeixien la continuïtat de l'Índia com a membre de l'organització. A causa de la insistència del Pakistan, el cas de l'Índia no va ser considerat com un cas excepcional i es va assumir que altres estats rebrien el mateix tracte que a l'Índia.
La Declaració de Londres del 1949 és considerada sovint com el punt de partida de la Commonwealth moderna. Seguint el precedent de l'Índia, altres nacions es van convertir en repúbliques o monarquies constitucionals amb els seus propis monarques, mentre que alguns pocs països conservaven el mateix monarca del Regne Unit. El monarca de cada Regne de la Commonwealth, encara que sigui la mateixa persona, és considerat com una persona jurídica diferent per a cada regne.

### Actualitat
L'ingrés de Moçambic el 1995 va desencadenar una polèmica internacional, ja que l'antiga colònia portuguesa de l'Àfrica no tenia nexes amb la mancomunitat britànica i la maniobra es va qualificar com una mena de neoimperialisme cultural i econòmic en una regió sota el flagell de la pobresa. La secretaria general de l'organització ho va justificar adduint l'aparent cooperació de Moçambic en la croada de la Commonwealth contra el racisme a l'Àfrica, particularment a Sud-àfrica i a Zimbàbue. Per evitar situacions similars, a partir de la cimera d'Edimburg, el 1997, l'organització va limitar la pertinença a l'organització només a aquells estats que posseeixin algun vincle constitucional amb els ja pertanyents a la Commonwealth i que es comprometin a respectar les seves normes i convencions.
A hores d'ara la Commonwealth no té constitució de cap mena però els seus membres es comprometen a complir voluntàriament la Declaració de Principis de la Commonwealth signada a Singapur el 1971 i ratificada en la Declaració d'Harare vint anys més tard. En termes generals la Declaració reconeix la importància de la democràcia i el bon govern, el respecte als drets humans, la igualtat entre l'home i la dona, el respecte a les lleis i el desenvolupament socioeconòmic sostenible. El finançament de l'organització prové dels governs respectius, que hi participen amb una quota calculada a partir del producte interior brut i de la població de cada estat membre.

## Objectius i activitats
Els objectius de la Commonwealth van ser descrits per primer cop el 1971 a la Declaració de Singapur, que comprometia a la Mancomunitat amb la institució de la pau mundial, la promoció de democràcia representativa, la llibertat individual, la recerca de la igualtat i l'oposició al racisme, la lluita contra la pobresa, la ignorància i la malaltia, i el lliure comerç. A aquests objectius es van afegir l'oposició a la discriminació per motius de gènere a la Declaració de Lusaka del 1979 i la sostenibilitat del medi ambient a la Declaració de Langkawi del 1989. Tots aquests objectius es van veure reforçats a la Declaració d'Harare del 1991.
Els actuals objectius prioritaris de la Commonwealth són a la promoció de la democràcia i el desenvolupament, com s'indica en la Declaració d'Aso Rock (Nigèria) del 2003, que es va basar en les de Singapur i Harare i va aclarir els termes de referència, establint: "Estem compromesos amb la democràcia, la bona governació, els drets humans, la igualtat de gènere i una distribució més equitativa dels beneficis de la globalització."
El lloc web de la Commonwealth llista les seves àrees de treball com: Democràcia, Economia, Educació, Gènere, Governabilitat, Drets Humans, Dret, Petits Estats, Esport, Sostenibilitat, i Joventut.
La Commonwealth s'ha caracteritzat per ser un fòrum internacional on economies molt desenvolupades, com el Regne Unit, Austràlia, Canadà, Singapur i Nova Zelanda, i països dels més pobres del món buscaven arribar a acords per consens. Aquest objectiu ha estat de vegades difícil d'aconseguir, com per exemple els desacords sobre Rhodèsia cap a la fi dels anys 1960 i durant els anys 1970 o sobre l'apartheid a Sud-àfrica als anys 1980 que va portar a un refredament de les relacions entre el Regne Unit i els membres africans.
A través d'un fons separat de contribucions voluntàries dels governs de la Commonwealth es manté un programa de desenvolupament per a joves entre 15 i 29 anys, el Commonwealth Youth Programme, que funciona com una divisió de la Secretaria i té oficines a Gulu (Uganda), Lusaka (Zàmbia), Chandigar (Índia), Georgetown (Guyana) i Honiara (Illes Salomó).

## Organització

### Cap de la Commonwealth
Segons el que estableix la Declaració de Londres, la reina Elisabet II és el Cap de la Commonwealth. Tanmateix el seu successor no esdevindrà automàticament cap de l'organització. El càrrec és simbòlic i representa la lliure associació de membres independents. D'altra banda, quinze membres de la Commonwealth, reconeixen la reina britànica com el seu Cap d'Estat, aquests països són coneguts com els Reialmes de la Commonwealth (Commonwealth realms). Entre la resta de membres la majoria, trenta-quatre, són repúbliques i només cinc tenen monarques de les diferents dinasties.

### Conferència de Caps de Govern
El principal organisme de presa de decisions de l'organització és la Conferència de Caps de Govern (Commonwealth Heads of Government Meeting, CHOGM), que se celebren cada dos anys i on els caps de govern, Primers Ministres i Presidents majoritàriament, es reuneixen durant diversos dies per discutir assumptes d'interès mutu. Aquestes Conferències són les successores de les antigues Conferències de Primers Ministres de la Commonwealth i de les encara més antigues Conferències Imperials i Conferències Colonials que daten del 1887. També hi ha reunions periòdiques de ministres de finances, ministres de justícia, ministres de salut, etc. Els membres que tenen deutes endarrerits no són convidats a enviar representants a les reunions ja siguin ministerials o de caps de govern.
El cap de govern amfitrió de la Conferència de caps de govern és anomenat President en exercici de la Commonwealth, (Commonwealth Chairperson-in-Office) i manté el càrrec fins a la següent Conferència.

### Secretaria General

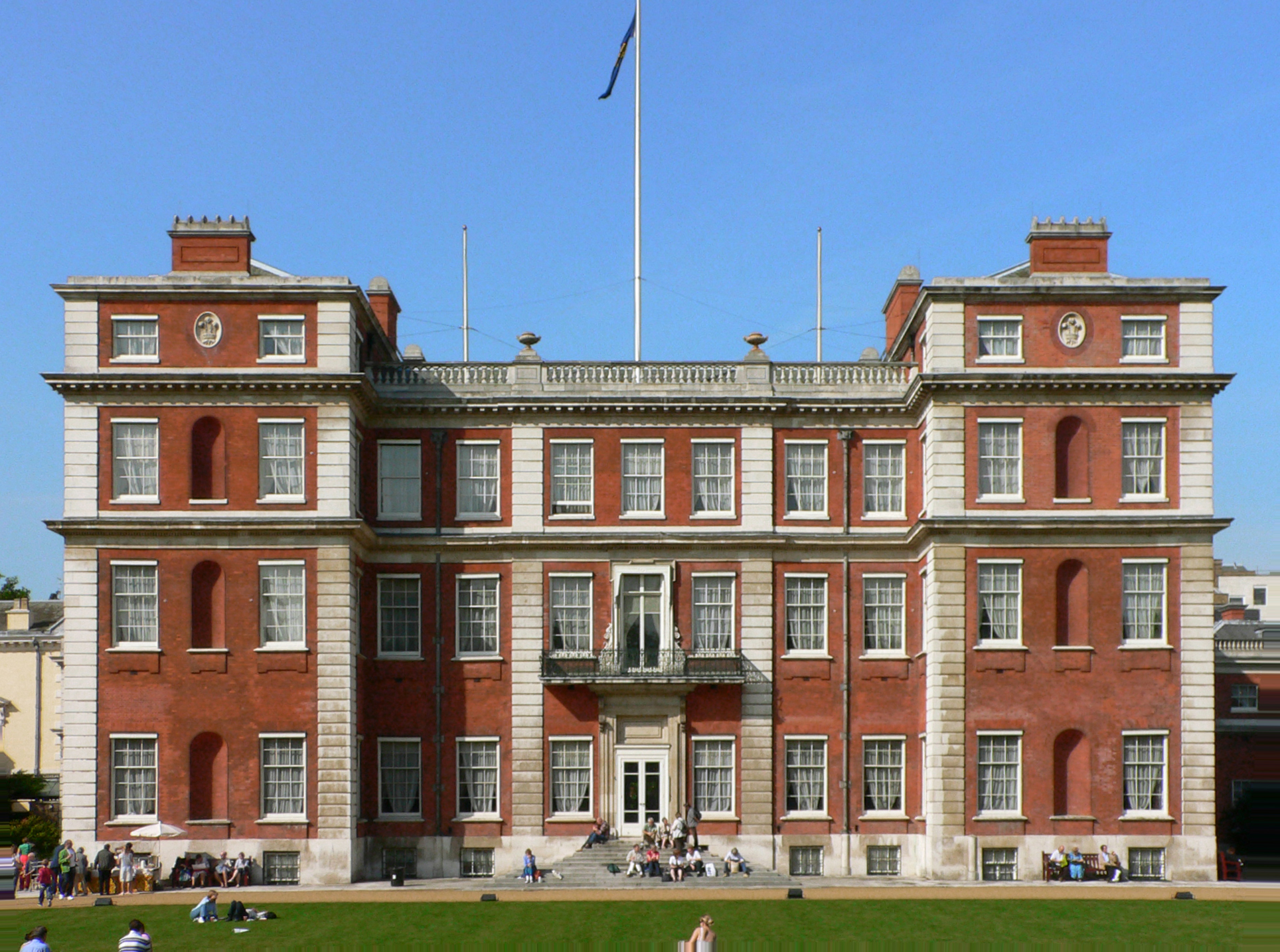
Marlborough House (Londres), la seu de la Secretaria General de la Commonwealth.

La Secretaria General de la Commonwealth, creada el 1965, i amb seu a Londres és el principal organisme intergovernamental de l'organització, facilitant les consultes i la cooperació entre els membres dels governs i els països. S'encarrega de l'administració de l'organització. La Commonwealth està representat a l'Assemblea General de les Nacions Unides per la Secretaria General, com a observador.
La Secretaria General organitza les cimeres de la Commonwealth, les reunions de ministres, les reunions consultives i les discussions tècniques; ajuda a l'elaboració de polítiques, proporciona assessorament sobre polítiques i facilita la comunicació multilateral entre els governs membres. També presta assistència tècnica per ajudar els governs en el desenvolupament social i econòmic dels seus països i dona suport als valors polítics fonamentals de l'organització.
La Secretaria General està dirigida pel Secretari General de la Commonwealth que és elegit per caps de govern de l'organització per un màxim de dos mandats de quatre anys. El Secretari General i dos Secretaris Generals Adjunts dirigeixen les divisions de la Secretaria General. L'actual Secretari General és Kamalesh Sharma, de l'Índia, que va assumir el càrrec l'1 d'abril del 2008, succeint a Donald C. McKinnon de Nova Zelanda (2000-2008). El primer Secretari General fou Arnold Smith del Canadà (1965-1975), seguit de Shridath Ramphal de Guyana (1975-1990).
Altres organitzacions germanes que col·laboren amb els esforços de la Secretaria General són la Fundació de la Commonwealth (o Commonwealth Foundation) i la Commonwealth de l'Aprenentatge (Commonwealth of Learning), amb seu la primera a Londres i la darrera a Vancouver (Canadà).

## Estats membres
Els criteris per a l'adhesió a la Commonwealth s'han anat desenvolupat al llarg del temps amb una sèrie de documents diferents. L'Estatut de Westminster del 1931, com un document fundacional fonamental de l'organització, va establir que l'adhesió requeria ser un domini de la Corona britànica. El 1949 la Declaració de Londres va posar fi a aquest criteri permetent membres que fossin repúbliques o monarquies amb monarca diferent del britànic a condició de reconèixer el monarca britànic com a "cap de la Commonwealth". Arran de l'onada de descolonització durant la dècada del 1960, aquests principis constitucionals van ser augmentats amb d'altres de polítics, econòmics i socials. El primer es va establir el 1961, quan es va decidir que el respecte de la igualtat racial seria un requisit per a l'adhesió, i que va ocasionar la retirada de la sol·licitud de readmissió de Sud-àfrica (la sol·licitud era un requisit de la Declaració de Londres en convertir-se en una república). Els catorze punts de la Declaració de Singapur del 1971, dedica tots els membres als principis de pau mundial, la llibertat, els drets humans, l'igualitarisme i el lliure comerç.
Aquests criteris van ser inaplicables durant dues dècades, fins que, el 1991, es va escriure la Declaració d'Harare i es van poder aplicar els principis de Singapur gràcies la fi de la descolonització, la fi de la Guerra Freda, i la fi de l'apartheid a Sud-àfrica. Un cop creats els mecanismes pels quals aquests principis s'aplicarien, el 1995 es van aclarir la manera de fer-ho, a través del Programa Millbrook d'Acció de la Commonwealth (Millbrook Commonwealth Action Programme) que va crear el Grup d'Acció Ministerial de la Commonwealth (Commonwealth Ministerial Action Group, CMAG), que té poder per decidir si els membres reuneixen els requisits per ser-ho en virtut de la Declaració d'Harare. El 1995 també es va crear un Grup Intergovernamental per tal de finalitzar i codificar tots els requisits per a l'adhesió. Després de la presentació d'informes del 1997, adoptats en virtut de la Declaració d'Edimburg, el Grup Intergovernamental va decidir que tot els futurs membres havien de tenir una relació constitucional directa amb un membre de l'organització.
Aquesta nova norma i les anteriors van ser consolidades en un únic document. Aquests requisits, que avui en dia segueixen sent els mateixos, són que els membres han de: acceptar i complir amb els principis de la Declaració d'Harare, ser estats plenament sobirans, reconèixer el monarca dels Reialmes de la Commonwealth com a cap de l'organització, acceptar la llengua anglesa com el mitjà de comunicació i respectar els desitjos de la població en general pel que fa a ser membre de la Commonwealth.
La Commonwealth of Nations té una presència important a tots cinc continents. Els 53 estats membres formen una mancomunitat de 1.700 milions de persones, gairebé la tercera part de la població mundial. Amb tot i això, durant la seva història hi ha hagut diversos incidents que han obligat la institució a suspendre la participació d'algun dels estats, generalment per violacions dels drets humans: 
- El 1961 Sud-àfrica hi va renunciar voluntàriament arran de les pressions internacionals per la seva política d'apartheid, si bé hi fou readmesa el 1994 després de la victòria de Nelson Mandela.
- Nigèria hi fou suspesa el 1995 i readmesa el 1999.[21]
- El Pakistan va renunciar a ser-ne membre el 1972, com a protesta pel reconeixement de Bangladesh, i es va reincorporar el 2 d'agost de 1989. El 18 d'octubre del 1999 va ser suspès, arran del cop d'estat de Pervez Musharraf,[22] fins al 22 de maig de 2004.[23] El Pakistan tornaria a ser suspès un altre cop entre el 22 de novembre del 2007 i el 22 de maig del 2008, a conseqüència de la declaració de l'estat d'emergència.[24]
- Fiji hi va renunciar el 1987 i hi va tornar el 1997. Va ser suspesa de nou arran d'un cop d'estat el 2006.

D'altres estats l'han abandonat de manera definitiva, com Irlanda el 1949, Zimbàbue el 2003, i Gàmbia el 2013.